# Olivia Smith (Fußballspielerin)
Olivia Smith (* 5. August 2004 in Toronto-North York, Ontario) ist eine kanadische Fußballspielerin.

## Karriere

### Vereine
Nach einer Vielzahl von Jugendklubs spielte sie im Jahr 2022 für die North Toronto Nitros in der League1 Ontario. Zum Ende des Jahres zog es sie dann für das Studium in die USA, wo sie nun für die Penn State Nittany Lions aktiv war. Im Juni 2023 brach sie ihre Zelte hier aber ab und entschied, sich einem europäischen Profi-Klub anzuschließen. Nach einem Jahr (2022/23) bei Sporting Lissabon, ihr erstes Engagement als Profi-Fußballerin, wurde die seinerzeit 19-Jährige für eine Ablösesumme von 200.000 £ vom FC Liverpool abgeworben. In den 20 Spielen 2023/24 in der britischen FA Women’s Super League schoss sie sieben Tore. Nach einem Jahr dort warb der FC Arsenal, zu dem Zeitpunkt Gewinner der Women’s Champions League, sie ab für die zum damaligen Zeitpunkt weltweite Rekord-Ablösesumme von 1 Million £, wobei sie einen 4-Jahres-Vertrag erhielt.

### Nationalmannschaft
Bereits in der U15 nahm sie mit der kanadischen Auswahl an der CONCACAF Meisterschaft 2018 teil.
Im Oktober 2019 wurde sie dann das erste Mal für die kanadische A-Nationalmannschaft nominiert. Mit ihrem Einsatz am 7. November des Jahres wurde sie mit einem Alter von 15 Jahren und 94 Tagen die jüngste jemals für die Mannschaft eingesetzte Spielerin. Bei der 0:4-Niederlage gegen Brasilien beim Yongchuan International Tournament wurde sie in der 86. Minute für Jordyn Huitema eingewechselt.
Es folgten dann mit der U20-Mannschaft die Teilnahme an der CONCACAF-Meisterschaft 2022 im Februar und März (hier erreichte sie mit ihrem Team den dritten Platz und schoss sieben Tore) sowie an der Weltmeisterschaft im August desselben Jahres. Dort schied sie mit ihrem Team aber bereits nach der Gruppenphase aus, erzielte zumindest aber ein Tor. Auch bei der CONCACAF-Meisterschaft 2023 war sie dann nochmal dabei und erzielte bei zwei Einsätzen einen Treffer.
Am 9. Juli wurde sie für den Kader der A-Mannschaft bei der Endrunde der Weltmeisterschaft 2023 nominiert. Sie hatte aber nur einen Kurzeinsatz im letzten Gruppenspiel gegen Co-Gastgeber Australien als sie beim Stand von 0:3 eingewechselt wurde, dem Spiel aber auch keine Wende mehr geben konnte und am Ende noch mit 0:4 verlor, wodurch die Kanadierinnen ausschieden.
Olivia Smith wurde vom kanadischen Fußball-Verband (CSA) 2024 neben dem männlichen Vertreter Nathan Saliba zum weiblichen Canada Soccer Young Player of the Year gewählt.